# Pharyngochromis
Pharyngochromis — рід риб родини цихлові. Налічує 2 види.

## Види
- Pharyngochromis acuticeps (Steindachner 1866)
- Pharyngochromis darlingi (Boulenger 1911)